# Герб Рівного
Герб Рі́вного — офіційний символ міста Рівне, адміністративного центру Рівненської області. Затверджений рішенням міської ради від 26 грудня 1990 року.

## Опис
У синьому полі башта срібного кольору із входами до неї з трьох сторін, що стоїть на зеленій землі. Башта символізує місто; синій колір — красу, вічність, срібний — чистоту, зелений — надію і радість.

## Історія
Герб міста Рівного — старовинний. Точна дата його створення та першого застосування невідома. Невідомий і його автор. В останній чверті XVIII століття після входження Правобережної України, а в її складі i Волині, до Російської імперії він був затверджений як герб повітового центру тодішньої Волинської губернії. Вживався цей герб у Рівному до вересня 1939 року. Герб є символом міського самоврядування, який знаменує надання місту певних прав.
Герб являє собою лазурного кольору щит французької форми, тобто чотирикутник з загостренням внизу. На нижній стороні щита (приблизно 1/6 площі) смужка зеленого кольору, на яку своєю основою спирається зображення башти срібного кольору з входами у неї з трьох сторін. Башта символізує місто Рівне, у яке в'їзди з трьох сторін (зі сторони Клеваня, Тучина, Здолбунова). З четвертої сторони у давнину місто омивалося порівняно багатоводною тоді річкою Устя.

## Історія геральдики

### Герб польського періоду

Герб Леліва

У міжвоєнний період, 1933 року, Міністерство внутрішніх справ Республіки Польща та міські урядовці вирішили поставити крапку в питанні історичного походження герба Рівного. Дослідження та написання історичної довідки було доручено Якубу Гоффману, краєзнавцю, учителеві, голові краєзнавчого товариства краю, на що у травні 1933 року він дав вичерпну письмову відповідь, яка збереглася в документах магістрату Державного архіву Рівненської області:
«Із задоволенням повідомляю, що в історичних джерелах про міський герб містяться конкретні дані. Тадеуш Єжи Стецький у своїй праці «Z boru і stepu. Obrazy i pami?tki», виданій у Кракові, писав, що бачив документ 1642 року, завірений печаткою, на якій був герб Леліва, а навколо напис «Siggilum Civitatis Rownensis». Стецький зазначав, що той єдиний документ остаточно переконав його, що Рівне отримало магдебурзьке право.
Особисто мої дослідження та пошуки печатки Рівного не дали жодних результатів. У жодному з польських архівів і колекціях печаток немає печатки Рівного. Натомість, «Міська книга Рівного» в Кракові (1671-1678 рр.) знову підтвердила магдебурзьке право Рівного.
Чи могло Рівне використовувати герб Леліва як міський герб? Сумніваюся також, що Острозькі мали копмельований герб з гербів Огоньчика та Леліва, Св. Єжика та Погоні Литовської.
Щодо герба Волинського воєводства, то Волинь після приєднання її 1569 року до Польщі була поділена на три повіти: Луцький, Володимирський та Кременецький. Волинь як Воєводство отримала герб в наступному вигляді: білий хрест на червоному тлі, всередині хреста — орел з дзьобом вправо, без корони на голові. Повіти, наскільки мені відомо, не отримали жодних гербів.
На сеймику в Луцьку 14 лютого 1792 року було ухвалено рішення про утворення Горинського повіту з повітовим центром в Рівному. До реалізації плану не дійшло, оскільки Рівне весною 1793 року перейшло до Російської імперії."
На договорі від 15 червня 1642 року, який підписали: Ян Котель Лентвуйт, Ян Злотніцкій Бурмістр та Адам Веленський Бурмістр стоїть печатка, на якій зображено герб Леліва. І це вважається першим в історії зображенням геральдичного знака Рівного.

### Герб російського періоду

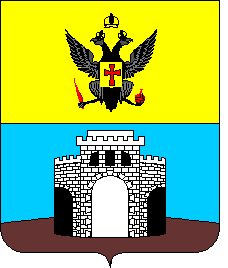
Герб Рівненського повіту

За розпорядженням цариці Катерини II 8 грудня 1792 року до генерала Кречетнікова та за розпорядженням від 22 квітня 1794 року до генерала Тутолміна Волинь включається до складу Ізяславської губернії, а Рівне залишається повітовим містом. Офіційно Рівненський повіт створюється 21 серпня 1796 року, і за російською традицією йому був наданий повітовий герб.
Герб Рівненського повіту затверджено 22 січня 1796 року: "У горішній частині щита герб Новоград-Волинський. У нижній, у блакитному полі представлені у трьох з'єднаних срібних вежах ворота, на знак в'їзду до того міста з трьох сторін. Такий герб використовується здавна".

#### Проєкт Бернгарда Кене
1859 року Бернгардом Кене було складено новий герб міста: "У лазуровому полі три з'єднані срібні вежі з відчиненими воротами. У вільній частині — герб Волинської губернії."
Щит увінчаний срібною міською короною з трьома вежками та обрамований двома золотими колосками, оповитими Олександрівською стрічкою. Проєкт затвердження не отримав.

### Герб польського періоду (1920-1939)
В деяких польських документах зустрічається зображення мурованої фортечної стіни з двома вежами та трьома воротами, іноді супроводжувана зверху мурованою короною з трьох веж. Зокрема таке зображення використане на документах Рівненського магістрату 1927 року в якості печатки.

### Герб радянського періоду

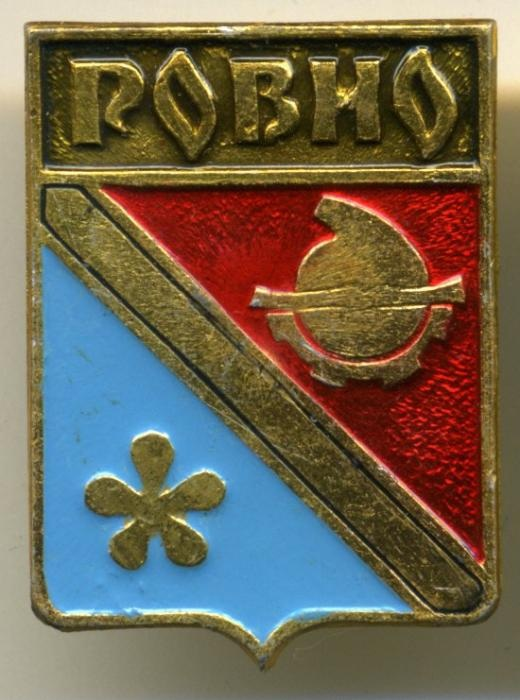
Сувенірний значок із гербом Рівного 1969 року

Радянський герб Рівного затверджено 27 березня 1969 року Рішенням №307 виконкому Рівненської міської Ради. Автори проекту: В.М. Герасименко, В.М. Дзівак, О.І. Кузьмич.
"На французькому щиті червоний перев'яз, у верхньому лазуровому полі - зображення півшестерні, розгорнутої книги і реторти, у нижньому зеленому - лазурова квітка льону."